# Bergbau in Bielefeld
Der Bergbau in Bielefeld bestand für einen Zeitraum von etwa vier Jahrhunderten.

## Geschichte
In Kirchdornberg wurde im Bereich der Zeche Friedrich Wilhelms Glück ⊙ vom Beginn des 16. Jahrhunderts bis 1885 und nach dem Ersten Weltkrieg bis 1923 Steinkohle abgebaut. Heute besteht hier ein Lehrpfad.

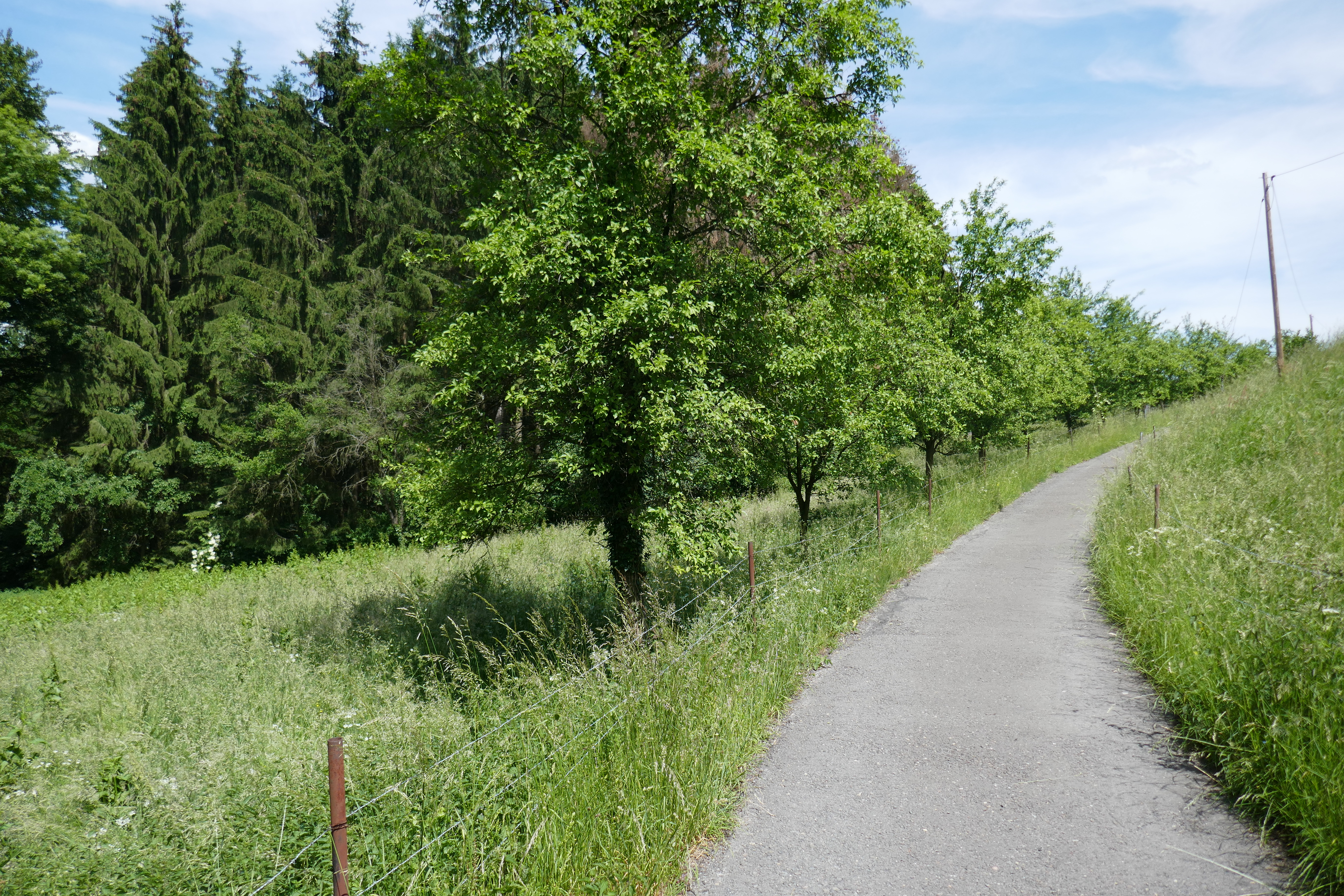
Das ehemalige Gipsabbaugebiet bei Stieghorst ist jetzt ein Naturschutzgebiet

Im Gebiet von Stieghorst am Nordkamm des Osnings ⊙ wurde Gips zunächst im Tagebau gewonnen. Auf dem Siebrassenhof befand sich bereits 1902 eine Gipsmühle. 1913 und 1946 wurden Steinbrüche eröffnet, doch eignete sich der Gips mit einer Reinheit unter 90 Prozent nicht für Stuckarbeiten. Später befand sich hier das Gipsbergwerk Stieghorst, zwischenzeitlich auch Grube Antonius genannt. Der Betreiber hatte seinen Sitz in Paderborn (Amtsgericht Paderborn HRA 938). Die Stollen verliefen bis zu 120 Meter tief und über eine Strecke von 30 Kilometern. Von 1966 an wurden ungefähr 1 Million Tonnen Gips abgebaut. Etwa 900.000 m³ Hohlräume entstanden. Die Stilllegung erfolgte 1982. Seit Mitte der 1990er Jahre treten auch Bergschäden auf. Für den Betreiber gibt es keinen Rechtsnachfolger.